# George W. Cromer

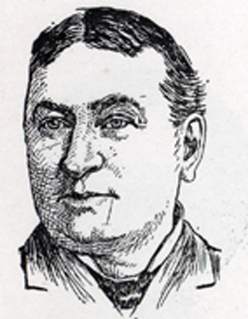
George W. Cromer

George Washington Cromer (* 13. Mai 1856 bei Anderson, Indiana; † 8. November 1936 in Muncie, Indiana) war ein US-amerikanischer Politiker. Zwischen 1899 und 1907 vertrat er den Bundesstaat Indiana im US-Repräsentantenhaus.

## Werdegang
George Cromer besuchte die öffentlichen Schulen seiner Heimat und danach das Wittenberg College in Springfield (Ohio). Anschließend studierte er bis 1882 an der Indiana University in Bloomington. Im Jahr 1883 gab Cromer die Zeitung „Muncie Times“ heraus. Nach einem anschließenden Jurastudium und seiner im Jahr 1886 erfolgten Zulassung als Rechtsanwalt begann er in Muncie in diesem Beruf zu arbeiten. Zwischen 1886 und 1890 war er Staatsanwalt im 46. Gerichtsbezirk von Indiana.
Politisch war Cromer Mitglied der Republikanischen Partei. In den Jahren 1892 und 1894 gehörte er dem Staatsvorstand seiner Partei an. Zwischen 1894 und 1898 war er Bürgermeister der Stadt Muncie. Bei den Kongresswahlen des Jahres 1898 wurde Cromer im achten Wahlbezirk von Indiana in das US-Repräsentantenhaus in Washington, D.C. gewählt, wo er am 4. März 1899 die Nachfolge von Charles L. Henry antrat. Nach drei Wiederwahlen konnte er bis zum 3. März 1907 vier Legislaturperioden im Kongress absolvieren.
Im Jahr 1906 unterlag er dem Demokraten John Adair. Nach seinem Ausscheiden aus dem US-Repräsentantenhaus praktizierte Cromer wieder als Anwalt in Muncie. Dort ist er am 8. November 1936 auch verstorben.